# 小岛医院
小岛医院（德語：Inselspital）全称伯尔尼大学医院，是瑞士首都伯尔尼的一座公立医院，是该国最大的医院之一，也是瑞士五座大学医院之一。医院隶属于同名基金会，与伯尔尼州政府关系紧密，并在临床和研究活动中与伯尔尼大学保持密切合作。

## 历史
医院历史可以追溯到14世纪，早期曾在阿勒河的一座小岛上，故得名。后来搬至现在联邦宫东楼所在的位置，1884年来到城西的现址。1909年诺贝尔医学奖得主埃米尔·特奥多尔·科赫尔长期担任该院的外科主任。

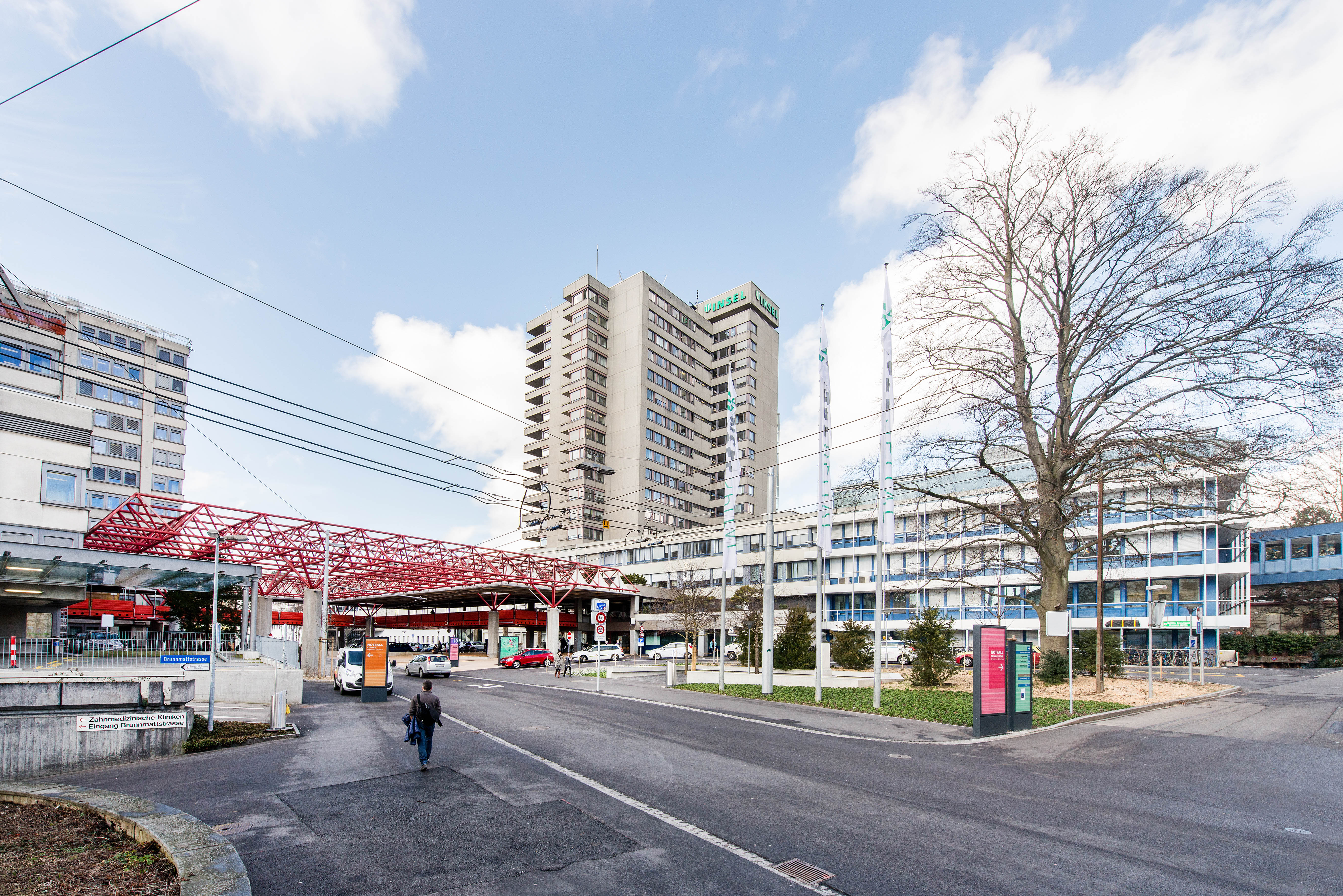
2016年